# Astarte esquimalti
Astarte esquimalti är en musselart som först beskrevs av Baird 1863.  Astarte esquimalti ingår i släktet Astarte och familjen Astartidae. Inga underarter finns listade i Catalogue of Life.